# Ägyptische Volleyballnationalmannschaft der Männer

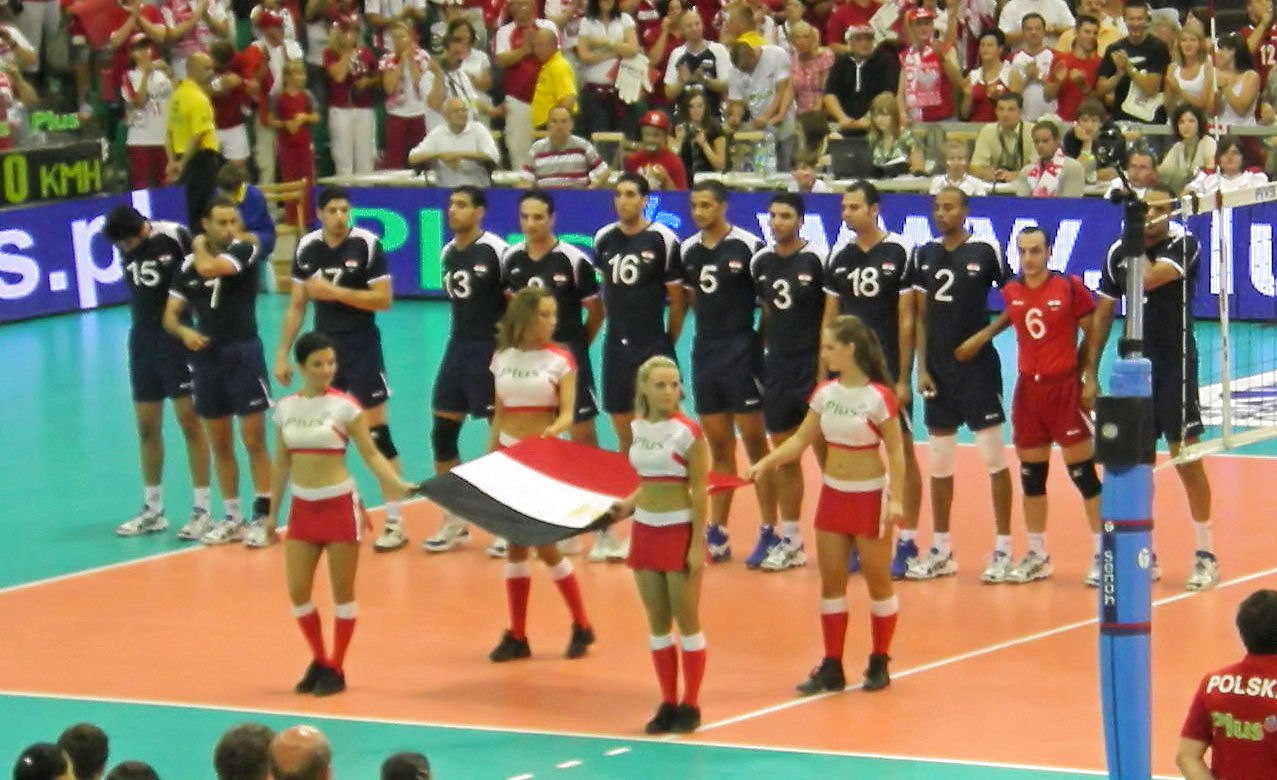
Ägyptische Volleyballnationalmannschaft der Männer 2008 in Posen

Die ägyptische Volleyballnationalmannschaft der Männer ist eine Auswahl der besten ägyptischen Spieler, die die Egyptian Volleyball Federation bei internationalen Turnieren und Länderspielen vertritt.

## Geschichte

### Weltmeisterschaft
Bei der ersten Teilnahme an einer Volleyball-Weltmeisterschaft belegte Ägypten den 17. Rang. Vier Jahre später gab es einen 23. Platz. Nach dem verpassten Turnier 1982 wurde man 1986 Vierzehnter von sechzehn Mannschaften. Seit 1998 hat Ägypten an jeder Weltmeisterschaft teilgenommen (Stand: 2022). Die beste Platzierung erreichte man 2010 mit Platz 13.

### Olympische Spiele
1984 in Los Angeles war Ägypten zum ersten Mal bei Olympischen Spielen vertreten und wurde Zehnter. Bei den Spielen 2000 schnitten die Ägypter einen Platz schlechter ab. 2008 in Peking schieden sie sieglos nach der Vorrunde aus und belegten den elften Rang. 2016 in Rio de Janeiro gelang in der Vorrunde ein Sieg gegen Kuba, der allerdings nicht für die Qualifikation zum Viertelfinale ausreichte. Das Team wurde als Neunte klassifiziert. 2024 in Paris schied das Team erneut in der Vorrunde aus.

### Afrikameisterschaft
1971 unterlagen die Ägypter als Gastgeber der Volleyball-Afrikameisterschaft im Endspiel gegen Tunesien. 1976 wurden sie gegen den Gastgeber Tunesien erstmals Afrikameister. Nachdem sie bei den Titelkämpfen 1979 fehlten, wiederholten sie 1983 den Erfolg im eigenen Land. Die Titelverteidigung misslang als Vierter. Von 1989 bis 1995 waren sie abwechselnd Dritter und Zweiter, wobei sie einmal gegen Algerien und einmal gegen Tunesien unterlagen. Nach einem fünften Platz 1997 wurde Gastgeber Ägypten auch 1999 und 2003 im Finale von den Tunesiern gestoppt. 2001 fehlten die Ägypter, 2005 und 2007 holten sie zwei Titel gegen den Dauerrivalen Tunesien. 2009 wurde der Titel erneut erfolgreich verteidigt, diesmal im Endspiel gegen Algerien. 2011, 2013 und 2015 wurde der Afrikatitel jeweils erneut gewonnen. 2017 folgte eine Silbermedaille, 2021 eine Bronzemedaille und 2023 die Goldmedaille.

### World Cup
Bei seinem ersten World Cup wurde Ägypten 1977 Elfter. Das bislang beste Ergebnis gab es 1985 als Achter. 1995 waren die Ägypter wieder Elfter, 2003 und 2007 belegten sie die Plätze zwölf und zehn.

### Weltliga
Ägypten nahm 2006 erstmals an der Weltliga teil und schied in der Vorrunde aus. 2007 und 2008 kamen die Ägypter ebenfalls nicht über einen 13. Platz hinaus. 2010 landete man auf Platz 14.